# Street Fighter
A Street Fighter (SF) egy Capcom által fejlesztett és kiadott népszerű verekedős videójáték-sorozat, amelyben a játékosok a világ minden sarkából összegyűlt harcosok bőrébe bújva játszhatnak. Minden egyes harcosnak, karakternek megvannak a saját speciális cselei, és ez az amiben a Street Fighter sorozat első volt a videójátékok történelmében.

## Játékok

### Street Fighter (1987—1990)
- 1987 — Street Fighter
- 1990 — Street Fighter 2010

A Street Fighter 1987-ben jelent meg a játéktermekben. Takashi Nishiyama és Hiroshi Matsumoto tervezte. A játékos egy magányos harcos, Ryu szerepét vehette át, aki benevez egy világméretű harcművészeti bajnokságra, ahol öt ország képviselői vettek részt (Egyesült Államok, Japán, Kína, Anglia és Thaiföld) összesen 10-en, országonként 2. A játékos három alap ütést és rúgást használhatott (ami gyorsaságban és erősségben különbözött), összesen 6 mozdulatot tehát. Ezenkívül három speciális csel is létezett, Tűzgolyó, Felkelő Sárkány Ütés és Hurrikán Rúgás). Egy második játékos bármikor beléphetett a játékba és átvehette Ryu riválisának, Ken-nek a szerepét. Az eredeti "Street Fighter" egyik legemlékezetesebb tulajdonsága az, hogy sokkal nehezebb volt benne a speciális cseleket elővarázsolni, mint a következő játékokban. Ez a játék még nyomásérzékeny gombokat használt, minél erősebben nyomtad a gombot annál erősebb volt az ütés (persze 3 szinten, mint ahogy feljebb le volt írva). A kontrollerek sajnos nagyon hamar tönkrementek és a Capcom végül felhagyott a gyártásával.
Az első Street Fighter nem volt annyira sikeres, mint az azután következők, bár át lett írva TurboGrafx-CD-re a NEC Avenue által, igaz megváltoztatták a nevét Fighting Street-re. Nemrég megjelent a Capcom Classics Collection: Remixed-ben (PSP-re) és a Capcom Classics Collection Vol. 2-ben (PS2-re és Xbox-ra). Az első játék kiadása után a Capcom elkészített egy NES játékot Street Fighter 2010: The Final Fight címmel. Ennek a játéknak semmi köze nem volt a Street Fighter-hez, de az angliai verzióban megváltoztatták a főszereplő nevét Kevin-ről Ken-re, mondva, hogy ő ugyanaz a Ken, mint aki a Street Fighter-ben szerepelt.
Az ugyancsak jól ismert Final Fight nevű bunyós játék munkacíme Street Fighter '89 volt. A játék neve meg lett változtatva, mivel teljesen eltérő volt a játékmenete a SF-től, de (ellentétben a 2010) a történet ugyanabban a kitalált univerzumban játszódott, mint a később SF játékok.

### Street Fighter II (1991—2017)
- 1991 — Street Fighter II
- 1992 — Street Fighter II′ – Champion Edition
- 1992 — Street Fighter II′ – Hyper Fighting
- 1993 — Super Street Fighter II – The New Challengers
- 1994 — Super Street Fighter II Turbo
- 2003 — Hyper Street Fighter II
- 2008 — Super Street Fighter II Turbo HD Remix
- 2017 — Ultra Street Fighter II – The Final Challengers

Az 1991-ben megjelent Street Fighter II: The World Warrior volt az első igazi folytatása az eredeti Street Fighter-nek. Ez volt az egyik legelső arcade játék a Capcom CPS hardverjére. Akira Nishitani és Akiman tervezte, akik ezelőtt a Final Fight-ot és a Forgotten Worlds-ön dolgoztak.
Amikor a SF2 megjelent, a Capcom nem is gondolta, hogy mekkora siker lesz, csak remélték, hogy jobban el tudják majd adni, mint a többi CPS-játékokat, a Final Fight-ot és a MERCS-et.
A Street Fighter II volt az első egymás ellen játszható harcos játék, amelyben a játékos kiválaszthatta magának a karaktert, ez egy olyan opció volt, mely mély játékélményt és rengeteg újrajátszási lehetőséget biztosított a játékosnak. Minden karakternek megvolt a maga harci stílusa, kb. 30 mozdulata, beleértve az új megragadó mozdulatokat, mint az elhajítás, és mindegyiknek volt 3 speciális támadása. Egyjátékos módban a játékos választhatott egyet a 8 karakter közül és végig kellett verekedje magát a másik 7-en, hogy eljusson a 4 főellenfélig, akiket nem lehetett játékosnak kiválasztani. Mint az előző játékban, itt is beszállhatott egy második játékos is, ő is bárkit választva. Ezek miatt lett annyira híres a játék, elvakítva az előző rész népszerűségét, és átalakítva a SF-t egy multimédia áradattá. Rengeteg otthoni változat jelent meg a játékból, az igény akkora volt, hogy kalóz verziók is megjelentek Famicom/NES változatból. Számítógépre először lelkes rajongók írták át, később a Capcom összeállt egy külső programozócsoporttal és ők is kiadták PC-re.
Az első fejlesztés a Street Fighter II: Champion Edition volt (Japánban Dash), amiben a játékosok már a négy főellenséggel is játszhattak, valamint ugyanazt a karaktert is választhatták mindketten. A játékmenet is át lett dolgozva. A második fejlesztés, a Street Fighter II' Turbo: Hyper Fighting (Dash Turbo) a számos nemhivatalos verziók miatt jelent meg. Ennek a játékmenete már jóval gyorsabb volt, mint az előzőeké és új speciális támadások is megjelentek (Chun-Li – Kikoken, Dhalsim – Yoga teleport)
A Super Street Fighter II: The New Challengers, a harmadik átirat adta meg a játéknak a komplett grafikai megoldását és bevezetett négy új játszható karaktert (Cammy, Fei Long, Dee Jay és T.Hawk). Az előző karakterek új mozdulatokat, új speciális támadásokat kaptak, és fejlesztették az előző speciális támadásokat is. Ez volt az első játék, mely a Capcom új hárdverjére, a CPS II-re épült. A negyedik és utolsó arcade verzió, a Super Street Fighter II Turbo: The Ultimate Championship (X: Grand Master Challenge) visszahozta a Hyper Fighting gyors játékmenetét és bevezetett néhány új speciális támadástípust, a super kombókat, valamint egy titkos karaktert, Akumá-t.
A Street Fighter II: The Movie egy kombináció volt a digitalizált grafika és a SFII játék-engine között. Megjelentek benne a mozifilm szereplői. Minden fő SF2 karakter benne volt, de volt néhány új, csak a mozifilmben látott, karakter is, mint pl. Captain Sawada vagy Blade. Néhány karakter új mozdulatokat is kapott, mint pl. Bison villámos támadása.
Számos otthoni verziója megjelent a játéknak különböző platformokra. Nagy részük kollekciókban jelent meg, mint a Street Fighter Collection vagy a nemrég megjelent Capcom Classics Collection sorozat. A Cacpcom kiadta a Hyper Street Fighter II: The Anniversary Edition-t, ami egy módosított verziója volt a Super Turbo-nak, és a játékos itt bárkit kiválaszthatott az játék 5 verziójából. Ez eredetileg PS2-re és Xbox-ra jelent meg, de Japánban a játéktermekbe is betört. Emulált verziók jelentek meg nemrég, és váltak ingyen letölthetővé. A Wii-re letöltheted a Street Fighter II-t s az Xbox 360'-nak van egy interneten játszható verziója a Street Fighter II' Turbo: Hyper Fighting játékról.
Nemrég a Capcom kijelentette, hogy egy új Super Street Fighter 2 Turbo HD Remix készül PS-re és Xbox-ra. Újra lesznek rajzolva a karakterek, 4,5x részletesebb felbontásban, amit az Udon készít (ők gyártják a csodálatos képregény-sorozatot is). A Capcom vs. SNK (2001) óta most először jelennek meg új sprite-ok a Street Fighter karakterekhez. A The Final Challengers az 1994-es Super Street Fighter II Turbo ráncfelvarráson és optimalizáláson átesett, Nintendo Switch-exkluzív változata, amely olyan extrákkal bír, mint két új karakter (Evil Ryu és Violent Kenn), a két grafikai beállítás közötti váltás és új játékmódok (mint amiben a Joy-Con kontrollerekkel belső nézetben tolhatjuk a Hadoukent).

### Street Fighter α (1995—2006)
- 1995 — Street Fighter Alpha
- 1996 — Street Fighter Alpha 2
- 1997 — Street Fighter EX Plus Alpha
- 1998 — Street Fighter Alpha 3
- 2006 — Street Fighter Alpha Anthology

A Street Fighter Alpha: Warriors' Dreams (Street Fighter Zero) volt az első igazán új SF arcade játék amit a Capcom a Street Fighter II óta kiadott. A játék ugyanazt a grafikai stílust használta, mint amit a Capcom a Darkstalkers-nél vagy az X-Men: Children of the Atom-nál is alkalmazott, és a hátterek, valamint a karakterek a Street Fighter II: The Animated Movie mintájára készültek. Az Alpha továbbviszi a Super Combo rendszer, most már 3 szintes a mérővonal, így erősebb támadásokat is alkalmazhatunk, valamint bevezeti a Alpha Counter-eket és a Lánc kombókat. Az Alpha története az első két játék közé tehető. Rögtön 10 karakter közül választhatunk, és hármat még később megkaphatunk, megtalálhatjuk a régi ismerősöket de találkozhatunk szereplőkkel a Final Fight-ból is.
Ezután következett a Street Fighter Alpha 2, ami nem csak egy fejlesztés volt, hanem egy teljes folytatás, új pályákkal, új befejezésekkel. Eltűntek a Lánc kombók és megjelentek a Custom kombók. Az Alpha 2 ugyanúgy tartalmazta az előző 13 karaktert, valamint 5 újat és titkos verzióit a már meglévőknek. Az Alpha 2-t egy alig jobb folytatás, a Street Fighter Zero 2 Alpha követte Japánban, Ázsiában és Brazíliában, ami házi konzolokra Street Fighter Alpha 2 Gold (Zero 2 Dash) címen jelent meg, mely tartalmazta Cammy-t, titkos karakterként.
Az utolsó Alpha játék, a Street Fighter Alpha 3 1998-ban jelent meg (a Street Fighter III 2nd Impact után). Az Alpha 3 bevezetett 3 választható harci stílust, és 28 karakterre bővítette a tárát.
A 3 játék konzol változatai PS-re és Sega Saturn-ra jelentek meg, de Game Boy Color-ra, SNER-re, Dreamcast-re és Windows-ra is megjelent egy rész. Az Alpha 3 otthoni verziói tartalmazta még a 28 karakter mellett a "New Challenger"-eket a SF2-ből, vaklamint Guile-t, Evil Ryu-t és Shin Akumá-t. A Dreamcast verzió aztán újra megjelent a játéktermekben Street Fighter Zero 3 Upper címen. Az Upper egy verziója(Alpha 3 Japánon kívül) megjelent GBA-ra, és tartalmazott plusz 3 karaktert a Capcom vs. SNK 2-ből. A PSP verzió, melynek címe Alpha 3 MAX (Zero 3 Double Upper) tartalmazza a három GBA-s karaktert és Ingrid-et a Capcom Fighting-ból.

### Spin-off részek (1995—jelen)
- 1995 — Street Fighter: The Movie
- 1995 — Street Fighter: Real Battle on Film
- 1996 — Puzzle Fighter
- 1997 — Pocket Fighter
- 1997 — Street Fighter Collection
- 1998 — Street Fighter Collection 2
- 2004 — Street Fighter Anniversary Collection
- 2009 — Street Fighter Online: Mouse Generation

### Versus-sorozat (1996—jelen)
- 1996 — X-Men vs Street Fighter
- 1997 — Marvel Super Heroes vs Street Fighter
- 1998 — Marvel vs Capcom
- 1999 — SNK vs Capcom: The Match of the Millennium
- 2000 — Marvel vs Capcom 2: New Age of Heroes
- 2000 — Capcom vs SNK: Millennium Fight 2000
- 2001 — Capcom vs SNK 2: Mark of the Millennium 2001
- 2003 — SNK vs Capcom: SVC Chaos
- 2005 — Namco vs Capcom
- 2008 — Tatsunoko vs Capcom: Ultimate All-Stars
- 2010 — Street Fighter vs Tekken
- 2011 — Marvel vs Capcom 3: Fate of Two Worlds
- 2015 — Tekken vs Street Fighter

### Street Fighter EX (1996—2000)
- 1996 — Street Fighter EX
- 1997 — Street Fighter EX Plus
- 1997 — Street Fighter EX Plus Alpha
- 1998 — Street Fighter EX2
- 1999 — Street Fighter EX2 Plus
- 2000 — Street Fighter EX3

A 3D-s Street Fighter EX 1996-ban jelent meg, és az Arika fejlesztette. Mivel a Capcom csak jogdíj ellenében adta volna a karakterjeit így az EX sorozat nem része a hivatalos Street Fighter "gyűjteménynek". Később 3 játéktermi verzió követte és három otthoni konzolra írt játék is megjelent.
```
   Street Fighter EX (Arcade, 1996)
         Street Fighter EX Plus (Arcade, 1997)
         Street Fighter EX Plus Alpha (PlayStation, 1997)
   Street Fighter EX2 (Arcade, 1998)
         Street Fighter EX2 Plus (Arcade, 1999/Playstation, 2000)
   Street Fighter EX3 (PlayStation 2, 2000)
```

Az Arika még kiadott egy Street Fighter EX átiratot is, a Fighting Layer-t. A játékmenet hasonló volt, és még két EX karakter is megjelent benne (Allen Snider és Blair Dame), de ez mégsem egy Street Fighter játék volt, és a Namco terjesztette.

### Street Fighter III (1997—1999)
- 1997 — Street Fighter III: The New Generation
- 1998 — Street Fighter III – 2nd Impact: Giant Attack
- 1999 — Street Fighter III – 3rd Strike: Fight for the Future

Egy igazi folytatása a SFII-nek, a Street Fighter III: The New Generation 1997-ben jelent meg a játéktermekben, és ez már a CPS3 hárdvert használta. A Street Fighter III elhagyta a régi szereplőket, és csak Ryu-t és Ken-t tartotta meg. Rengeteg új karakter jelenik meg, a legfontosabb közülük Ibuki, a női ninja, Yun és Yang, az ikrek valamint Alex az új vezető. A Street Fighter III bevezette a Super Arts-okat. Néhány hónappal a megjelenése után már meg is jelent a 2nd Impact: Giant Attack, amelyben javítottak a játékmeneten, és bevezettek két új karaktert, valamint visszahozta Akumá-t és a bónusz pályákat. A 3rd Strike: Fight for the Future 1999-ben jelent meg, melyben újra megjelenik Chun Li valamint négy további karakter.
Az első két Street Fighter III játék megjelent Dreamcast-re Double Impact címen. A 3rd Strike aztán megjelent Dreamcast-re, PS2-re és Xbox-ra.

### Street Fighter IV (2008—jelen)
- 2008 — Street Fighter IV
- 2010 — Super Street Fighter IV
- 2011 — Super Street Fighter IV: Arcade Edition
- 2014 — Ultra Street Fighter IV

A 2005-ös, tokiói Jamma Show előtt (hivatalosan Amusment Machine Show) már keringtek a pletykák, hogy a Capcom be fogja mutatni a sorozat új részét, valószínűleg Street Fighter IV címen. Végül is ezek a pletykák alaptalanok voltak. Igaz, hogy a Capcom néhány szóban megemlítette, hogy egy új "harcos játék" lesz bemutatva, de végül ez a War of the Grail lett, egy 3D csatatér-játék, amiről azóta sem hírlik semmi. Jó néhány tényező a Street Fighter sorozat folytatása ellen szólt: a 2D játékoknak drámaian csökkent a népszerűségük, nem volt már szinte semmi piaci részesedésük, főleg a 3D harci játékok növekvő népszerűsége miatt (lásd Tekken, Virtua Fighter). Ehhez még hozzájött a játékok elkészítésével járó hatalmas kiadás a modern iparban. Capcom az utóbbi 10 évben rengeteg régebbi játékának a sprite-jait hasznosította újra, így nagyon nehezen tudta megbecsülni, hogy mennyi pénzbe is kerülni újrarajzolni ezeket, és mennyire érné meg ez, a megjósolt eladást tekintve.
Újabb pletykák kaptak szárnyra 2005 júliusában, amikor a San Diegó-i képregény-találkozón egy Street Fighter stand is fel volt állítva. Az Udon Comics és a Capcom USA képviselői állították, hogy valamin dolgoznak. Végül, mikor az év végén megjelent a Street Fighter Alpha Anthology, mindenki azt hitte, hogy erről beszéltek. Amikor a Hyde Park a Capcommal együtt bejelentette a 2009-ben megjelenő új Street Fighter filmet, a Capcom egy új multi-platform kiadványról is beszélt a 20. évforduló alkalmából, amely talán majd új játékokat is tartalmazni fog.
2007, október 17.-én véget ért a várakozás. a Capcom lerántotta a leplet a Street Fighter IV-ről a londoni Capcom Gamers Dayen. Bemutatták az új trailert, de egyelőre a játékmenetből semmit nem láthattunk. Azt mondták, hogy 2,5D lesz, és hogy a trailer már árulkodik arról, hogy milyen is lesz ez a játékmenet. Azt is elárulták, hogy ez a negyedik játék kronológiai szempontból a második játék után és a harmadik játék előtt történik, így kronológiailag a 4. játékot kapjuk (SF1-SFA-SF2-SF4-SF3)
Néhány új karakter is megjelenik a játékban a SF2-ből jól ismert szereplők mellett, valamint fel fog tűnni Akuma is. Abel (FRA), Crimson Viper (USA), El Fuerte (MEX), Rufus (USA), Seth (Boss) lesznek az új szereplők, melyek teljesen új tulajdonságokat kaptak, mint az a sorozattól megszokott.
A Street Fighter IV nagy sikereket ért el, ami meg is mutatkozott abban hogy az első készlet szinte azonnal elfogyott.

### Street Fighter V (2016—jelen)
- 2016 — Street Fighter V
- 2018 — Street Fighter V: Arcade Edition
- 2020 — Street Fighter V: Champion Edition

A Street Fighter V-tel visszatér a legendás verekedős sorozat! A káprázatos grafikának köszönhetően az új World Warrior-generáció harcosai páratlan részletességgel jelennek meg, miközben az izgalmas, mégis könnyen kezelhető harcrendszer a kezdőknek és a veteránoknak egyaránt sok-sok órányi szórakozást ígér. 
  
JELLEMZŐK:
Új és visszatérő karakterek: Visszatérnek az olyan klasszikus közönségkedvencek, mint Ryu, Chun-Li, Charlie Nash és M. Bison! A harcosok névsora számos új, és korábbról már ismert karakterrel gazdagodik, így a játékosok rengeteg, egymástól gyökeresen eltérő harcstílusok skálájáról válogathatnak.
Új stratégiák és harcrendszerek: A könnyen kezelhető új harcrendszer központi eleme a V-Gauge és az EX Gauge, melyek egy minden játékos által élvezhető, példátlan stratégiai mélységet adnak a sorozat legújabb tagjának.
V-Trigger: Egyedi képességek, amelyek a teljesen feltöltött V-Gauge-t használva lehetővé teszik, hogy gyökeresen megváltoztasd a bunyók kimenetét.  
V-Skill: Sajátos karakterképességek, amelyek bármikor előhívhatóak.
V-Reversal: Egyedi ellentámadások, amelyek a V-Gauge egy részét használják fel.
Critical Arts: Erőteljes támadások, amelyek teljesen lemerítik az EX Gauge-t.
PC és PS4 platformok közti online játék: A sorozat történetében először eltörölték a gamerek közötti határokat, így az online közösség tagjai – platformtól függetlenül – küzdhetnek meg egymással, lehetővé téve az új rivalizálások születését.
Újgenerációs látványvilág: Az Unreal Engine 4 fejlett technológiája a realizmust és a újgenerációs látványvilágot új magasságokba röpíti, így a sorozat legújabb tagja minden idők legszebb és leginkább magával ragadó Street Fighter játéka.
Törj a csúcsra!: A hivatalos ranglisták nyomon követik a játékosok karrierjeit, és integrálva vannak a Capcom Pro Tourral, a versenyszerűen űzött verekedős játékok első osztályának „törzshelyével". És ez még nem minden! Kövesd az – egyebek mellett – új harcosokra, helyszínekre, és funkciókra vonatkozó, jövőbeli bejelentéseinket.
Megjelent: 2016-02-16.
További információk:
1. ↑  Street Fighter V megjelenés - ezzel sem játszunk már idén. GameStar. (Hozzáférés: 2015. március 7.)

## Egyéb

### Filmek
- 1994 — Street Fighter – Harc a végsőkig
- 1994 — Street Fighter II: The Animated Movie
- 1999 — Street Fighter Alpha: The Animation
- 2005 — Street Fighter Alpha: Generations
- 2008 — Street Fighter IV: The Ties That Bind
- 2009 — Street Fighter – Chun-Li legendája
- 2010 — Super Street Fighter IV Juri OVA
- 2010 — Street Fighter: Legacy

A főfilm:

A fő Street Fighter film érthető módon egy nagy bukás volt.Bár voltak benne híres szinészek de akció, történet és minden egyéb terén a film abszulút 0 volt.A játékhoz sincs semmi köze. Szereplők: Van Damme, Raul Julia, Kylie Minogue, Stb. Történet: Bison tábornok éppen az egyik legnagyobb ellensége az ENSZ-nek, persze magát zseniálisnak gondolja. Saját kis országban, birodalomban gondolkodik, ahol persze ő lenne a hadúr, a főnök. Olyannyira biztos abban, hogy elgondolása sikeres lesz, hogy még saját pénzt is készíttet. Azonban az ENSZ-nek, azon belül Guile (Jean-Claude Van Damme) ezredesnek is lesz hozzá egy-két szava. A Végkifejlet: A játék rajongói kiábrándultak voltak, a film unalmasra sikeredett és még verekedések sem voltak igazán benne, csak a film végén szúrták ki a nézők szemét egy kis bunyóval, ami szintén elég gyenge lett. Mikor bemutatták a film az imdb-n a legrosszabb 100 film közé került (azóta változott a helyzet).

### Sorozat
- Street Fighter
- Street Fighter II: V

### Manga
- Cammy Gaiden
- Street Fighter Alpha
- Street Fighter III: Ryu Final
- Sakura Ganbaru

### Képregény
- 1993 — Street Fighter
- 1993 — Street Fighter II
- 1994 — Super Street Fighter II
- 1998 — Street Fighter Alpha 3
- 2005 — Street Fighter: Eternal Challenge